# Dobromir Dimitrov
Dobromir Dimitrov (in bulgaro Добромир Димитров?; Pazardžik, 7 luglio 1991) è un pallavolista bulgaro.
Gioca nel ruolo di palleggiatore nel Neftohimik.

## Carriera
La carriera di Dobromir Dimitrov inizia nel 2007 col Pirin di Razlog, club nel quale milita per cinque annate e col quale debutta in Superliga; nel 2010 fa parte della selezione under 20 che si aggiudica la medaglia d'argento al campionato europeo, mentre due anni più tardi anche il suo debutto in nazionale maggiore, partecipando ai Giochi della XXX Olimpiade di Londra.
Dopo due annate col Koko volejbolen klub Gabrovo, nella stagione 2014-15 gioca per la prima volta all'estero, ingaggiato dal CSM Bucarest, nella Divizia A1 rumena; con la nazionale vince la medaglia d'argento ai I Giochi europei.
Approda in Italia nel campionato 2015-16, disputando la Superlega con la Sir Safety Perugia, mentre nella stagione successiva è nella Super League iraniana ingaggiato dal Khatam Ardakan: tuttavia a campionato in corso viene ceduto al Dobrudža, nella Superliga bulgara.
Per la stagione 2017-18 difende i colori dei rumeni dello Zalău, nella Divizia A1, mentre in quella seguente è nuovamente in Italia, stavolta nel campionato cadetto, ingaggiato dal Pag Taviano.
Rientra in patria per l'annata 2019-20, vestendo la maglia del Neftohimik.

## Palmarès

### Nazionale (competizioni minori)
- Campionato europeo under 20 2010
- Giochi europei 2015